# Papirus Oxyrhynchus 656

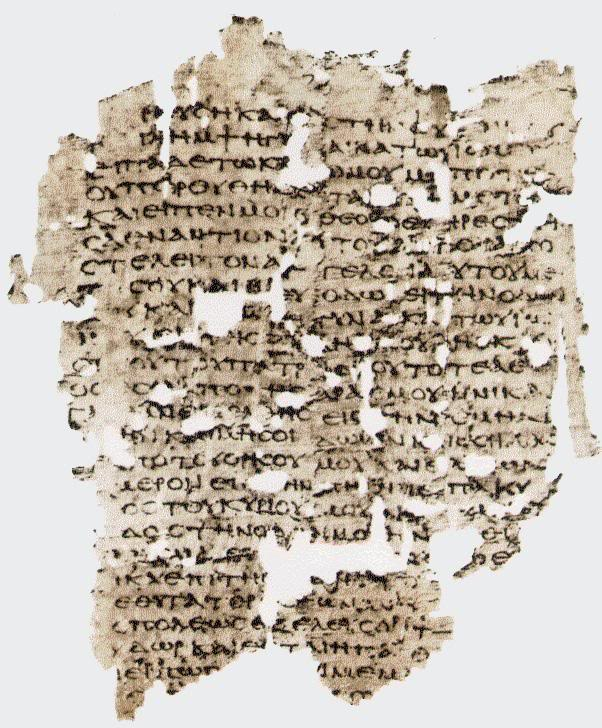
Papirus Oxyrhynchus 656

Papirus Oxyrhynchus 656 (oznaczany skrótem P.Oxy.IV 656) – fragment greckiego rękopisu Septuaginty spisany na papirusie, w formie kodeksu. Jest jednym z rękopisów odkrytych w Oksyrynchos, został skatalogowany pod numerem 656. Paleograficznie datowany jest na koniec II lub początek III wieku n.e. Zawiera fragmenty Księgi Rodzaju (14:21-23, 15:5-9, 19:32-20:11, 24:28-47, 27:32,33,40,41). Fragment ten został opublikowany w 1904 roku przez Bernarda P. Grenfella i Artura S. Hunta w The Oxyrhynchus Papyri, część IV.
Manuskrypt został napisany na papirusie, w formie kodeksu. Zachowały się cztery fragmentaryczne karty. Pierwotne rozmiary kart rękopisu wynosiły 24 na 20 cm. Fragment ten jest oznaczany również numerem 905 na liście rękopisów Septuaginty według klasyfikacji Alfreda Rahlfsa. Obecnie rękopis przechowywany jest w Bodleian Library w Oksfordzie (Ms. Gr. Bibl. d 5).